# オークランド大学

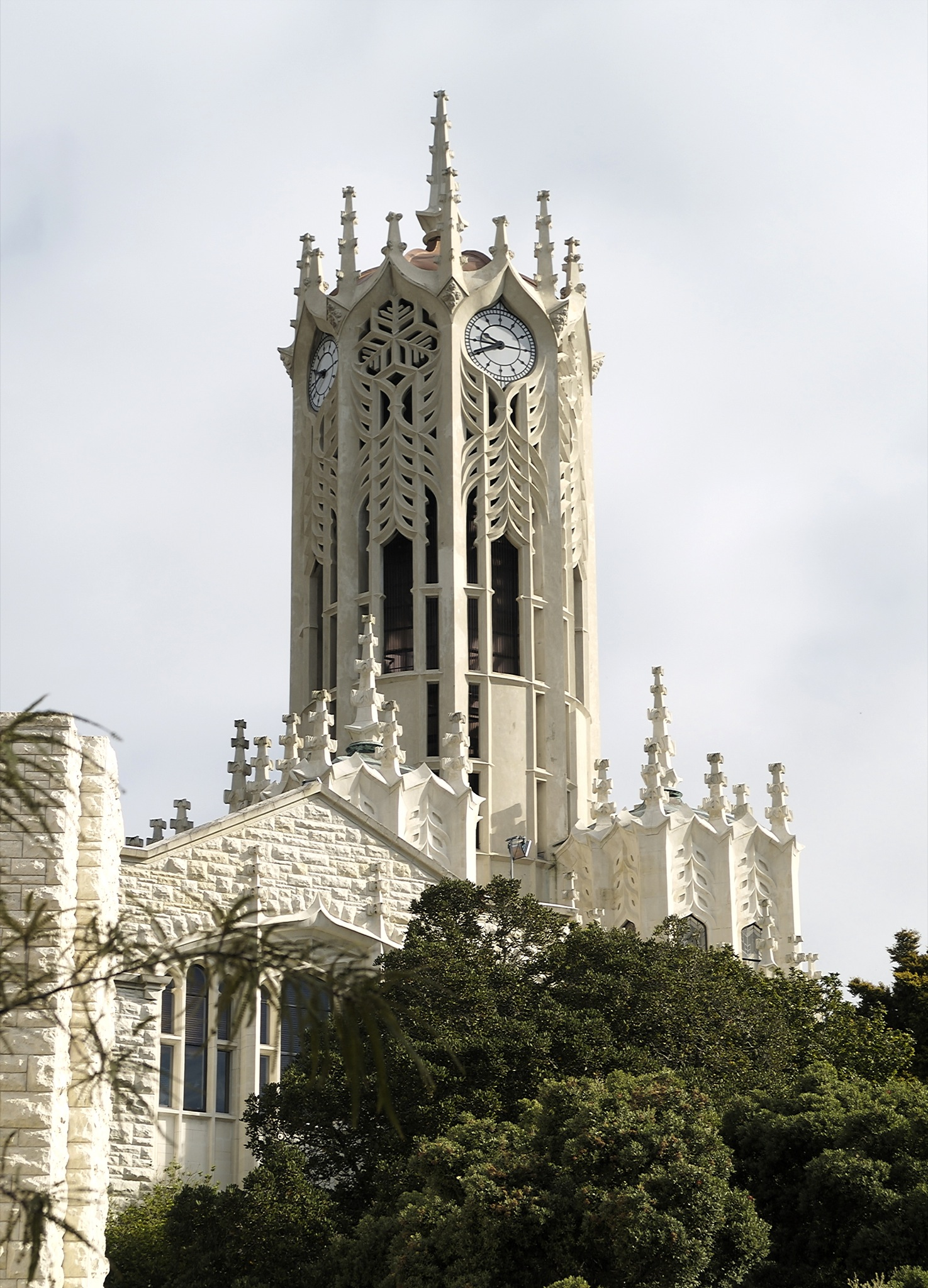
オークランド大学時計塔

オークランド大学（オークランドだいがく、英語: University of Auckland、マオリ語: Te Whare Wānanga o Tāmaki Makaurau）は、ニュージーランド北島オークランド市に所在する同国を代表する国立総合大学。ニュージーランド最大の総合大学であり、QS世界大学ランキングでは常に世界上位100校にランクインしている。

## 歴史
1883年5月23日に連邦ニュージーランド大学の構成校として創立し、4名の教員と95人の学生にて開校した。当初は教員と法務官養成を目的とした大学であったが、その後、商学を専攻する学生が増加し、1900年代初頭には化学の領域で名声を得る。
1961年に連邦ニュージーランド大学が解体され、オークランド大学は独立した大学運営をおこなえる大学自治権を取得する。
2004年にオークランド教育大学を吸収した。現在は、世界各地からの留学生（4,283人、2008年）を多く受け入れている。

## 学術組織
8学部が存在する。
- 人文学部
- 経営学部
- 芸術・芸術工学部
- 教育学部
- 工学部
- 法学部
- 医学・健康学部
- 理学部

## キャンパス
キャンパスは6つに分かれている。
- シティ
- ニューマーケット
- エプソム
- グラフトン
- タイトケラウ
- サウスオークランド

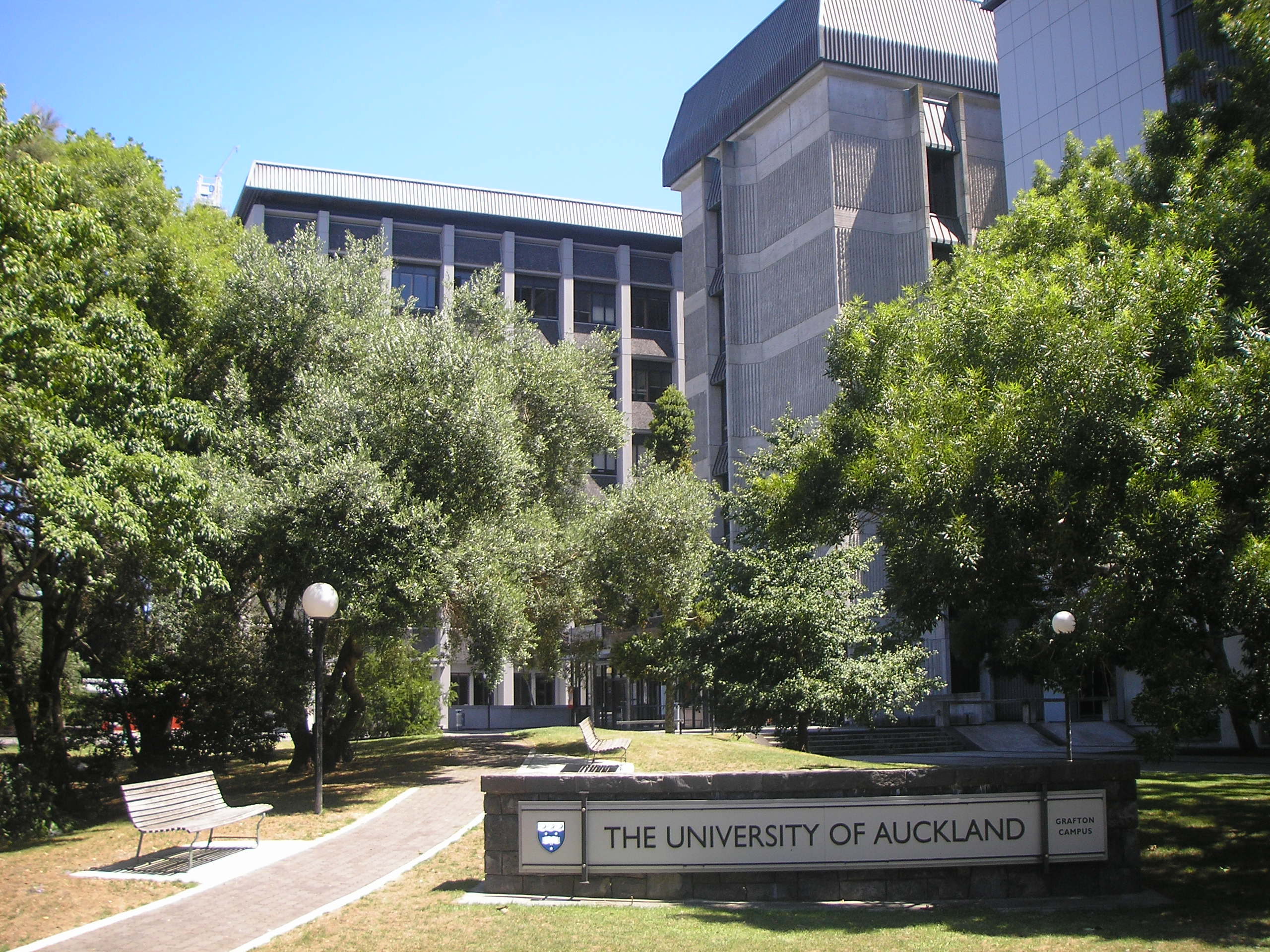
グラフトンキャンパス

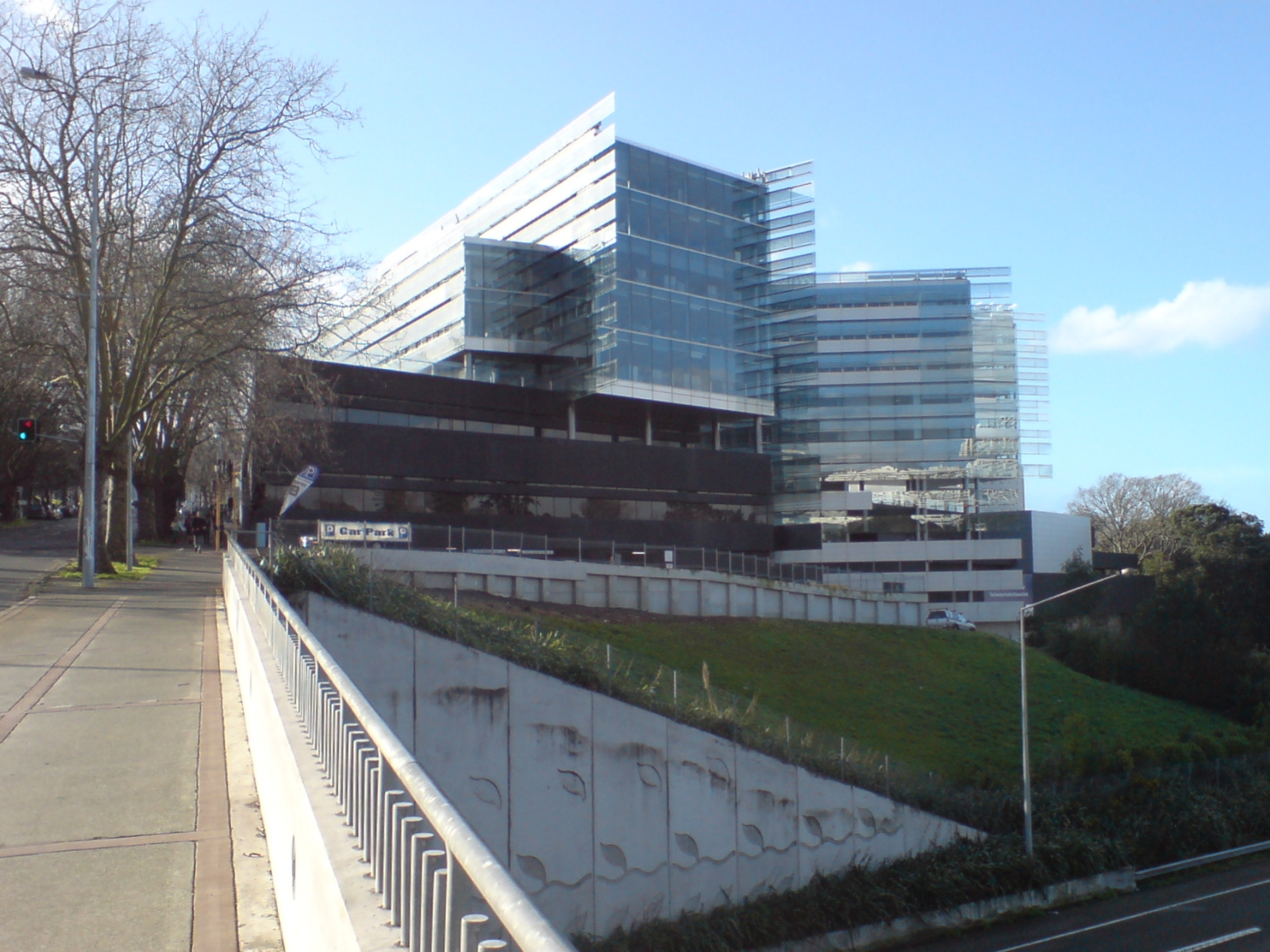
オーウェン・グレン館

2020年にエプソムキャンパスをに閉鎖し、教育学部をシティキャンパスに移転する計画があったが、2023年に延期された。

## ランキング
オークランド大学はQS世界大学ランキングや世界大学学術ランキングでニュージーランドの大学として最上位にランクされている。また、THE世界大学ランキングではオタゴ大学やオークランド工科大学と共にトップ250に選ばれている。
2020年にタイムズ・ハイアー・エデュケーションのTHEインパクトランキングで世界第1位を獲得した。
| 出版                   | 平均 | 2004 | 2005 | 2006 | 2007 | 2008 | 2009 |
| ---------------------- | ---- | ---- | ---- | ---- | ---- | ---- | ---- |
| Times Higher Education | 56.8 | 67   | 52   | 46   | 50   | 65   | 61   |

## 交換留学等
東京大学、京都大学、東京外国語大学、早稲田大学、慶應義塾大学、広島大学などに交換留学等の制度を持つ。

## 著名な卒業生
- アナンド・サティアナンド（第19代ニュージーランド総督、元判事）
- キャサリン・ティザード（第16代ニュージーランド総督、元オークランド市長）
- ヘレン・クラーク（政治家、第37代ニュージーランド首相）
- デビッド・ロンギ（政治家、第32代ニュージーランド首相）
- ウインストン・ピータース（政治家、ニュージーランド・ファースト党党首）
- ウェイン・マップ（政治家）
- フィル・ゴフ（政治家）
- リチャード・プレブル（政治家）
- ロジャー・ダグラス（政治家）
- ジム・マックレイ（政治家）
- マーレイ・マッカリー（政治家）
- モーリス・ウィリアムソン（政治家）
- アラン・ボラード（経済学者、第10代ニュージーランド準備銀行総裁）
- ヴォーン・ジョーンズ（数学者、フィールズ賞受賞者）
- ジョン・フッド（第295代オックスフォード大学学長、元オークランド大学学長）
- マイケル・ジョーンズ（元ラグビー選手、ラグビー指導者）
- KAT（歌手）
- キニマンス塚本ニキ（日本のラジオパーソナリティ、通訳、翻訳者、コーディネーター）